# ᶾ
Cette page contient des caractères spéciaux ou non latins. S’ils s’affichent mal (▯, ?, etc.), consultez la page d’aide Unicode.
ᶾ, appelée ej en exposant, ej supérieur ou lettre modificative ej, est un ancien symbole de l’alphabet phonétique international. Il est formé de la lettre latine ej mise en exposant.

## Utilisation
Dans certaines transcriptions de l’alphabet phonétique international, non standard depuis 1989, ‹ ᶾ › est utilisé après le symbole d’une consonne palato-alvéolaire voisée pour indiquer l’articulation secondaire fricative, indiquant une affriquée, par exemple la consonne affriquée palato-alvéolaire voisée [dᶾ], notée [dʒ] ou [d͡ʒ] avec l’alphabet phonétique international.

## Représentations informatiques
La lettre modificative ej peut être représenté avec les caractères Unicode suivants (extensions phonétiques - supplément) :
| formes       | représentations | chaînes de caractères | points de code | descriptions                     | note                            |
| ------------ | --------------- | --------------------- | -------------- | -------------------------------- | ------------------------------- |
| modificative | ᶾ               | ᶾ                     | U+1DBE         | lettre modificative minuscule ej | codé pour le symbole phonétique |

## Sources
- (en) Peter Constable, Revised Proposal to Encode Additional Phonetic Modifier Letters in the UCS, 1er février 2004 (lire en ligne)
- (en) International Phonetic Association, « Report on the 1989 Kiel Convention », Journal of the International Phonetic Association, vol. 19, no 2,‎ 1989, p. 67-80 (DOI 10.1017/S0025100300003868)
- (en) International Phonetics Association, Handbook of the International Phonetics Association : a guide to the use of the International Phonetic Alphabet, Cambridge, Cambridge University Press, 1999, 204 p. (ISBN 0-521-63751-1 et 0-521-65236-7, lire en ligne)
- (en) Hyunsoon Kim, « A phonetically based account of phonological stop assibilation », Phonology, vol. 18, no 1,‎ 2001, p. 81-108 (DOI 10.1017/S095267570100402X, JSTOR 4420189)
- (en) John Laver, Principles of phonetics, Cambridge, Cambridge University Press., coll. « Cambridge textbooks in linguistics », 1994 (lire en ligne)